# Barbera d’Asti
Barbera d’Asti ist ein italienischer Rotwein aus 168 Gemeinden der Provinzen Alessandria (dort 50 Gemeinden) und Asti (118 Gemeinden), Piemont. Der Wein hat seit dem 8. Juli 2008 den DOCG-Status, der am 8. Oktober 2010 aktualisiert wurde. 2265 Winzer, meist im Nebenerwerb, teilen sich 2018 die Rebflächen und erzeugten 212.667 hl Barbera d’Asti.

## Anbau
Die zugelassenen Rebflächen verteilen sich auf die Gemeinden:
- In der Provinz Asti: Agliano Terme, Albugnano, Antignano, Aramengo, Asti, Azzano d’Asti, Baldichieri d’Asti, Belveglio, Berzano di San Pietro, Bruno, Bubbio, Buttigliera d’Asti, Calamandrana, Calliano, Calosso, Camerano Casasco, Canelli, Cantarana, Capriglio, Casorzo, Cassinasco, Castagnole delle Lanze, Castagnole Monferrato, Castel Boglione, Castell’Alfero, Castellero, Castelletto Molina, Castello di Annone, Castelnuovo Belbo, Castelnuovo Calcea, Castelnuovo Don Bosco, Castel Rocchero, Celle Enomondo, Cerreto d’Asti, Cerro Tanaro, Cessole, Chiusano d’Asti, Cinaglio, Cisterna d’Asti, Coazzolo, Cocconato, Corsione, Cortandone, Cortanze, Cortazzone, Cortiglione, Cossombrato, Costigliole d’Asti, Cunico, Dusino San Michele, Ferrere, Fontanile, Frinco, Grana, Grazzano Badoglio, Incisa Scapaccino, Isola d’Asti, Loazzolo, Maranzana, Maretto, Moasca, Mombaldone, Mombaruzzo, Mombercelli, Monale, Monastero Bormida, Moncalvo, Moncucco Torinese, Mongardino, Montabone, Montafia, Montaldo Scarampi, Montechiaro d’Asti, Montegrosso d’Asti, Montemagno, Montiglio Monferrato, Moransengo, Neviglie, Nizza Monferrato, Olmo Gentile, Passerano Marmorito, Penango, Piea, Pino d’Asti, Piovà Massaia, Portacomaro, Quaranti, Refrancore, Revigliasco d’Asti, Roatto, Robella, Rocca d’Arazzo, Roccaverano, Rocchetta Palafea, Rocchetta Tanaro, San Damiano d’Asti, San Giorgio Scarampi, San Martino Alfieri, San Marzano Oliveto, San Paolo Solbrito, Scurzolengo, Serole, Sessame, Settime, Soglio, Tigliole, Tonco, Tonengo, Vaglio Serra, Valfenera, Vesime, Viale d’Asti, Viarigi, Vigliano d’Asti, Villafranca d’Asti, Villa San Secondo und Vinchio.
- In der Provinz Alessandria: Acqui Terme, Alfiano Natta, Alice Bel Colle, Altavilla Monferrato, Bergamasco, Bistagno, Borgoratto Alessandrino, Camagna Monferrato, Cerrina Monferrato, Carentino, Casale Monferrato, Cassine, Castelletto Merli, Cella Monte, Cereseto, Cerrina, Coniolo, Conzano, Frascaro, Frassinello Monferrato, Fubine, Gabiano, Gamalero, Lu e Cuccaro Monferrato, Mirabello Monferrato, Mombello Monferrato, Moncestino, Murisengo, Occimiano, Odalengo Grande, Odalengo Piccolo, Olivola, Ottiglio, Ozzano Monferrato, Pontestura, Ponzano Monferrato, Ricaldone, Rosignano Monferrato, Sala Monferrato, San Giorgio Monferrato, San Salvatore Monferrato, Serralunga di Crea, Solonghello, Strevi, Terruggia, Terzo, Treville, Vignale Monferrato, Villadeati und Villamiroglio.

## Erzeugung
Der Wein wird zu mindestens 90 % aus der Rebsorte ‘Barbera’ gekeltert. Andere rote Traubensorten, die für den Anbau in der Region Piemont zugelassen sind, dürfen bis zu einem Anteil von höchstens 10 % verarbeitet werden. Barbera d’Asti muss mindestens vier Monate reifen, eine Lagerung im Holzfass ist nicht vorgeschrieben. Für Barbera d’Asti Superiore ist eine Reifezeit von mindestens 14 Monaten (davon mind. 6 Monate im Holzfass) vorgeschrieben.
Für Weine, die aufgrund einer etwas längeren Lagerung und eines höheren Alkoholgehalts das Qualitätssiegel Superiore tragen dürfen, wurden Subzonen mit den Namen Colli Astiani, Nizza und Tinella geschaffen.

## Beschreibung
- Farbe:  rubinrot, bei Alterung mit Tendenz zu granatrot[1]
- Geruch: intensiv und charakteristisch, der bei Alterung dazu neigt, ätherisch zu werden
- Geschmack: trocken, körperreich, durch angemessene Lagerung harmonischer, angenehm, voller Geschmack
- Alkoholgehalt: mindestens 12,0 Volumenprozent, bei Superiore 12,5 Vol.-%
- Gesamtsäuregehalt: mind. 4,5 g/l
- Trockenextraktgehalt: mind. 24 g/l, bei Superiore 25 g/l